# Villa Hellenaion (Graz)
Die Villa Hellenaion, auch Manowarda-Schlösschen, war eine Villa im Stil der sezessionistischen Architektur in der steirischen Landeshauptstadt Graz.

## Lage
Die Villa stand im Grazer Stiftingtal im Gemeindebezirk Ries. An ihrer Stelle befindet sich in der Gegenwart die Otto-Möbes-Akademie.

## Geschichte und Gestaltung
Der Villenbau wurde 1904 und 1905 nach den Plänen des Wiener Architekten Adalbert Pasdirek-Coreno errichtet. Der Bau wurde von der Familie Manowarda in Auftrag gegeben. Das Gebäude stand inmitten einer weitläufigen Parkanlage auf einer Geländeterrasse. Die glatte Fassade des kubischen Baukörpers wurde durch einige Elemente aufgelockert: ein Türmchen mit Kuppel an der Nordostecke, das Eingangsportal mit Pfeilervorbau, Loggien, ein Wintergarten mit Glasdecke und eine Terrasse. Im Inneren gab es eine Halle mit einer Haupttreppe, um der die Zimmer ringförmig angeordnet waren. Streng geometrische Ornamente zierten den Innenraum.
Nur wenige Jahre später erwarb 1912 das jüdische Ehepaar Arthur und Sofie Bader die Villa. Sie eröffneten in den Räumlichkeiten die „Kurpension Sophienhöhe“. Nach dem Anschluss Österreichs an Deutschland 1938 wurde der Besitz 1938 „arisiert“ und nach dem Zweiten Weltkrieg erwarb 1948 die Kammer für Arbeiter und Angestellte das Gebäude. Sie ließ die Villa Hellenaion in einer solchen Art und Weise umbauen, dass vom ursprünglichen Charakter des Gebäudes nichts übrig blieb. Ihre architekturhistorische Bedeutung wurde in jener Zeit völlig verkannt. Alle Besonderheiten verschwanden und wurden durch nüchterne Bauelemente ersetzt. Im frühen 21. Jahrhundert ist sogar vom Bauzustand nach 1948 nichts mehr zu erkennen, weil weitere Um- und Ausbauten erfolgten.